# Leymus ruoqiangensis
Leymus ruoqiangensis là một loài thực vật có hoa trong họ Hòa thảo. Loài này được S.L.Lu & Y.H.Wu mô tả khoa học đầu tiên năm 1992.